# Gornja Radgona
Gornja Radgona (izgovarjava [ˈɡoːɾnja ˈɾaːdɡɔna] (); nemško Oberradkersburg, madžarsko Felsőregede) je slovensko mesto ob meji z Avstrijo, sedež istoimenske občine, župnije in upravne enote. Leži na desnem bregu Mure ob regionalni cesti Maribor–Murska Sobota in ima okoli 3000 prebivalcev.
Gornja Radgona je nastala na pobočju Grajskega griča (nmv 265 m); od tod tudi ime »Gornja«. Pred letom 1918 je bila upravno povezana z danes avstrijsko Radgono (nemško Bad Radkersburg); leta 1907 je postala trg, po letu 1945 pa mesto. Slovenijo in Avstrijo povezuje čez Muro »most prijateljstva« iz leta 1969, ki je bil do uveljavitve Schengenskega sporazuma in vstopa Slovenije v Schengensko območje mejni prehod za mednarodni promet.
Gornja Radgona ima pretežno kmetijsko zaledje z razvitim vinogradništvom. Je prepoznavno tudi kot sejemsko mesto. V mestu vsako leto Pomurski sejem d. d. organizira med drugim tudi mednarodni kmetijsko-živilski sejem, največjo tovrstno prireditev v Sloveniji.

## Zgodovina
Najdbe in sledovi neolitske naselbine na Grajskem griču pričajo o obstoju v času kulture žarnih grobišč. Najdišča pri opekarni govorijo o domnevi, da je stalo tu manjše rimsko naselje. Župnija je spadala pod salzburški patronat in je bila ustanovljena v dobi Spanheimov v prvi polovici 12. stoletja.
Sama zgodovina Gornje Radgone sega v 12. stoletje, ko je nastalo naselje pod Ratigojevim gradom. Kralj Otokar II. Přemysl je po letu 1265 na Murinem otoku ustanovil sedanjo Radgono, ki se omenja leta 1265 kot trg in leta 1299 kot mesto, stara naselbina pa se je spremenila v njeno predmestje. Gornja Radgona je nastala na pobočju Grajskega griča (265 m) in pomola Slovenskih goric.
Zaradi pomembne lokacije pri reki Muri je bilo naselje v 12. in 13. stoletju skupaj z Radgono večkrat prizadeto zaradi napadov Madžarov, v 15. in 16. stoletju pa zaradi turških vpadov. Velika nadloga v začetku 18. stoletja so bili Kruci.
Leta 1605 je hudo narasla Mura in prizadela obema Radgonama ogromno škode, kugo pa je doživljala domala vsaka generacija. Najhuje je bilo leta 1680, ko je ostalo mnogo hiš brez stanovalcev.
Na lahni vzpetini pri opekarni so bile vislice, ki so jih odstranili šele leta 1800.
Gornja Radgona je postala leta 1907 trg, po zadnji vojni pa mesto. Pred letom 1918 je bila upravno povezana z Radgono. Star leseni most med Radgonama so po izredno hudem zimskem mrazu, februarja 1929 ob odjugi nakopičene gmote ledu uničile. Leto kasneje, 1930, ga je nadomestil nov železobetonski most. Ugodna geografska lega, medsebojni gospodarski stiki (sodelovanje obeh strani pri ubranitvi pred poplavami, požarih, pomembni gospodarski stiki) so narekovali skupno graditev mostu, ki sta ga junija 1969 slovesno odprla jugoslovanski predsednik Tito in takratni predsednik avstrijske republike Jonas. O tem priča tudi spominska plošča na ograji mostu.
Med slovensko osamosvojitveno vojno, je bil radgonski mejni prehod prizorišče večjega spopada.

## Mestno jedro
V starem mestnem špitalu iz leta 1614 domuje muzej z etnološko zbirko in s prikazom osvobodilnega gibanja v občini. Pri muzeju so ostanki spomenika Svetilnik miru; nemški nacisti so ga aprila 1941 porušili, vendar so bili ostanki kasneje spet sestavljeni.
Pri avtobusnem postajališču, nasproti nekdanjega hotela Grozd, je poznogotsko znamenje iz leta 1525 z mlajšim kipcem na steber privezanega Kristusa. Znamenje ima piramidasto streho in na tri strani odprto hišico z renesančnimi balustradami.
V čereh podnožja starega mostu čez Muro je vzidan radgonski grb.

## Vinarstvo
V mestu je sedež podjetja Radgonske gorice d. d., ki ima v Radgonsko-Kapelskih goricah nad 320 ha vinogradov, v mestu pa klet za 2,6 milijona litrov vina. 
Zraven navedenega podjetja je Gornja Radgona tudi domovanje Frangeževe penine, ki velja za eno največjih zasebnih kleti, kjer se ukvarjajo predvsem s peninami. Štefan Frangež, nekoč direktor Radgonskih goric, je svojo zgodbo nadaljeval v lastnem podjetju, ki ga je po njegovi smrti prevzel sin Jernej Frangež. Penina družine Frangež velja za ekskluzivno pijačo, na voljo je le v prestižnih lokalih, hotelih in restavracijah.
V Gornji Radogni je že leta 1852 domačin Alojz Klenošek izdeloval penine, leta 1882 pa je švicarski priseljenec Clotar Bouvier ustanovil podjetje za izdelovanje penine iz domačega vina po francoskem načinu (Méthode Classique). V radgonskih kleteh na leto napolnijo okrog 300.000 steklenic zlate penine, ki jo pridobivajo na klasični način in srebrne penine, ki jo proizvajajo na industrijski način (Méthode Charmat). Med pridelanimi tihimi vini ima posebno mesto dišeči traminec, najbolj uveljavljena blagovna znamka pa je kakovostno, »od sonca razvajeno«, vino janževec', ki ga letno pridelajo nekje 2 milijona litrov.
Na Šlebingerjevem bregu številka 14 uspeva ena najdebelejših in najstarejših trt v Sloveniji. Glavno deblo z obsegom 72 cm sestavljajo 4 po cepljenju med seboj združena stebla.